# خميس مطر المزينة
الفريق خميس مطر المزينة ( _ 24 نوفمبر 2016 )، ضابط في القيادة العامة لشرطة دبي شغل منصب القائد العام لشرطة دبي خلفا للفريق ضاحي خلفان من عام 2013 وحتى وفاته في 2016.

## حياته
خدم المزينة في شرطة دبي لأكثر من ثلاثة عقود بدءًا من عام 1983. تدرج في المناصب الأمنية من ضابط بقسم المخدرات إلى مدير إدارة المباحث الجنائية في عام 1997، ثم نائب القائد العام لشرطة دبي في عام 2008. وفي عام 2013، عُيّن قائداً عاماً لشرطة دبي، وتقلّد رتبة فريق، وهي أعلى رتبة عسكرية في العمل الشرطي.
خلال مسيرته المهنية، حقق المزينة العديد من الإنجازات الأمنية البارزة. تمكن من كشف العديد من الجرائم الغامضة مثل مقتل الفنانة اللبنانية سوزان تميم، وجريمة سرقة محل مجوهرات "غراف" في وافي سنتر، والتي اعتُبرت من أغرب الجرائم في دبي. كما قاد التحقيق في مقتل القيادي في حركة حماس محمود المبحوح، وتمكن من الإيقاع بعصابة "النمر الوردي" دولياً، وهي العصابة التي عجزت دول أوروبية عن القبض على أفرادها. بالإضافة إلى ذلك، تولى قيادة عمليات مكافحة عصابات المخدرات والتفاوض بنجاح مع سيدة الحزام الناسف دون خسائر.
ساهم المزينة في تطوير شرطة دبي بشكل كبير من خلال إدخال تقنيات مبتكرة وتحسين الخدمات الأمنية. كان له دور محوري في إطلاق أول تطبيق ذكي لدائرة حكومية يوفر خدمات أمنية شاملة. كما أدخل دوريات فارهة مزودة بتقنيات أمنية متطورة أصبحت رمزًا لشرطة دبي وجذبت اهتمام وسائل الإعلام العالمية. بالإضافة إلى ذلك، أسس مختبرًا جنائيًا عصريًا يُعتبر من الأحدث والأكثر تطورًا على المستوى العالمي، وتابع بنفسه عملية التحول إلى الحكومة الذكية واستشراف المستقبل باستخدام أحدث التقنيات.
حصلت شرطة دبي تحت قيادته على 54 جائزة خلال عام 2015 فقط، وكانت مرجعًا للدوائر الحكومية الأخرى في مجالات الجودة والتميز. وقد أكد المزينة في تصريحاته أهمية الابتكار والاستغلال الأمثل للموارد البشرية لتحقيق الأمن والأمان وتعزيز سعادة الجمهور.
حظي المزينة بحب واحترام العاملين في شرطة دبي والمتعاملين معها. رغم أعبائه الإدارية، كان يشارك شخصيًا في عمليات الإنقاذ ومكافحة الحرائق. ومن أبرز هذه المواقف حادث حريق مستودع في منطقة القوز، حيث قاد عمليات الإنقاذ بنفسه لمدة تزيد عن 20 ساعة متواصلة.

## وفاته
توفي خميس المزينة في 24 نوفمبر 2016 إثر أزمة قلبية أثناء عودته من إحدى الفعاليات. شكل خبر وفاته صدمة للمجتمع الإماراتي، حيث كان حتى اللحظات الأخيرة يؤدي مهامه بحماس وتفانٍ، موقعًا على اتفاقيات لمشاريع جديدة لاستشراف المستقبل.